# Ludwig Bendix (Theologe)
Carl Ludwig Thaddaeus Bendix (* 28. Oktober 1857 in Mainz; † 28. September 1923 ebenda) war ein deutscher römisch-katholischer Theologe und Abgeordneter.
Bendix war der Sohn des Kaufmanns Johann Baptist Valentin Bendix (1821–1899) und dessen Ehefrau Rosina geborene Wagner (1831–1908). Er besuchte das Gymnasium in Mainz und studierte ab 1877 Rechtswissenschaften an der Universität Gießen und später Theologie am Priesterseminar in Mainz. Am 1. August 1886 wurde er zum römisch-katholischen Priester geweiht. Er wurde Kaplan in Bensheim, Gießen und am Mainzer Dom. Nach der Promotion zum Dr. jur. utr. war er 1894 bis 1895 Assistent mit Lehrauftrag und 1895 bis 1910 Professor am Priesterseminar Mainz. 1901 wurde er Domkapitular, 1920 bis 1922 Domdekan und Generalvikar.
Als Vertreter von Bischof Georg Heinrich Maria Kirstein war er von 1907 bis 1918 mit landesherrlicher Genehmigung Abgeordneter in der Ersten Kammer der Landstände des Großherzogtums Hessen. Seinen Abgeordneteneid legte er am 25. März 1907 ab.